# 小行星25298
小行星25298（25298 Fionapaine）是一颗绕太阳运转的小行星，为主小行星带小行星。该小行星于1998年11月发现。

## 轨道参数
小行星25298的轨道半长轴为436 012 895 km（2.9145247 UA），离心率为0.046。